# 강남중학교 (인천)
강남중학교(江南中學校)는 대한민국 인천광역시 강화군 길상면 온수리에 있는 공립 중학교이다.

## 학교 연혁
- 1954년 1월 23일 : 강남중학교 설립인가(3학급)
- 1954년 3월 20일 : 강남중학교 개교
- 1954년 7월 23일 : 초대 송인영 교장 취임
- 1955년 6월 1일 : 강남상업고등학교 설립인가
- 1956년 5월 3일 : 강화군 길상면 온수리 24-11번지로 교사 이전
- 1974년 1월 5일 : 강남고등학교 설립인가(병설)
- 1981년 3월 1일 : 강남중•고등학교 분리
- 2016년 4월 27일 : 길상관 개관
- 2023년 9월 1일 : 제28대 유복현 교장 취임
- 2024년 1월 8일 : 제70회 40명 졸업(연 8,040명)
- 2024년 3월 4일 : 신입생 42명 입학

## 참고 자료
- 강남중학교 - 한국교육학술정보원 학교알리미